# Кашина Коломбаје Чентро (Бреша)
Кашина Коломбаје Чентро је насеље у Италији у округу Бреша, региону Ломбардија.
Према процени из 2011. у насељу је живело 23 становника. Насеље се налази на надморској висини од 54 м.